# Lijst van Belgische adelsverheffingen 1969
Personen die in 1969 in de Belgische adelstand werden opgenomen of een adellijke titel verwierven.

## Graaf
- Graaf Gatien du Parc Locmaria (1899-1974), de titel graaf wordt verleend aan zijn kleinzonen en bij elk van hen overdraagbaar bij eerstgeboorte.
- Ernest-John Solvay de la Hulpe (1895-1972), erfelijke adel en de persoonlijke titel graaf.

## Baron
- Hubert Ansiaux (1908-1987), handelsingenieur, gouverneur van de Nationale Bank van België, erfelijke adel en de persoonlijke titel baron. In 1977 werd de persoonlijke titel gewijzigd in overdraagbaar bij eerstgeboorte.
- Jonkheer Jacques Cogels (1912- ), titel baron, overdraagbaar bij eerstgeboorte.
- Albert Onghena (1894-1980), erfelijke adel en de persoonlijke titel baron.
- Ridder Robert Pangaert d'Opdorp (1925- ), de titel baron, overdraagbaar bij eerstgeboorte.
- Jonkheer Jean-Pierre Paulus de Châtelet (1920-2000), de persoonlijke titel baron.
- Jonkheer André de Spirlet (1902-1981), de persoonlijke titel baron.
- Jonkheer Antoine Ullens de Schooten (1895-1973), de titel baron, overdraagbaar bij eerstgeboorte.
- Jonkheer Guy Ullens de Schooten Whettnall (1935- ), de titel baron, overdraagbaar bij eerstgeboorte.
- Jonkheer Edouard Ullens de Schooten Whettnall (1898-1991), de titel baron, overdraagbaar bij eerstgeboorte.

## Ridder
- Georges van Hecke, erfelijke adel en de persoonlijke titel ridder (in 1986 gewijzigd tot overdraagbaar bij eerstgeboorte).
- Jonkheer Henry Lambert de Rouvroit (1892-1985), de titel ridder, overdraagbaar bij eerstgeboorte.
- Jonkheer Adrien Maertens de Noordhout (1904-1985), de titel ridder, overdraagbaar bij eerstgeboorte.
- André Malevez (1906-1989), erfelijke adel en de titel ridder, overdraagbaar bij eerstgeboorte.
- Paul Parent (1891-1971), erfelijke adel en de persoonlijke titel ridder.

## Jonkheer
- Jean-Jacques Bregentzer (1901-1971), erfelijke adel.
- Hyacinthe Chaudoir (1901-1970), erfelijke adel.
- Roger Ferrier (1904-1998), erfelijke adel.
- André Woronoff (1913-2002), erfelijke adel (inlijving).